# 許豐凡
许丰凡（漢語讀音：Xu FengFan，日语：／，1998年6月12日—）日本男性偶像。所屬經紀公司為LAPONE娱乐。偶像團體INI的成員之一。於2021年的實境選秀節目「PRODUCE 101 JAPAN SEASON 2」中，以最終投票第八名成為偶像團體INI的成員。

## 出道前後經歷
出道前
大學於日本慶應義塾大學留學，隸屬校內舞蹈團體NAVI的成員之一。後有解釋決定在日本以偶像出道是因為在大學期間開始跳舞想站上更大的舞台，是這裡給了自己第一個舞台。
曾在中國實習過。
PRODUCE 101 JAPAN SEASON 2 時期
2021年參加了 PRODUCE 101 JAPAN SEASON 2，在初次公開的排名中以第七名進入出道圈，後續排名卻開始跌出出道圈以12名、21名再到19名，後以19名成功晉級決賽。
同年6月13日，在決賽當天以第8名的成績成功進入出道組，以INI的成員出道。

## INI時期
2021年
6月21日，為獲取在日本進行娛樂活動的簽證，由INI官網發出公告說明暫時停止活動。
8月4日，成功獲取娛樂活動的簽證後，由INI官方Twitter宣布回歸活動。
9月26日，以INI成員身份與成員在KCONTACT HI-5 進行表演。
11月3日，以出道單曲專《A》正式出道。
12月11日，出席MAMA進行表演，團體拿下MAMA的最受歡迎獎。
2022年
4月20日，以團體的第二張單曲專《I》回歸。
5月14日-15日，出席KCON日本站。
8月20日，出席KCON LA站。
8月24日，以團體第三張單曲專《M》回歸。

## 個人
透過訪問說過,認為自己是一個很認真性格且溫度差很大的人。
同隊隊長木村柾哉對他的評價是“可以進入自己的世界的類型。表演過程中,他身臨其境、專心致志、面面相覷。笑聲通常是可愛有趣的”。
是一個寶可夢愛好者,最喜歡的寶可夢是暴飛龍。
最喜歡的食物是內臟燒烤、義大利麵、拉麵。
最喜歡的小說是《82年生的金智英》。
最喜歡的電影是《燃燒烈愛》,《重慶森林》。
最喜歡的藝人是THE BOYZ的柱延、JO1、SEVENTEEN、白藝潾。
座右銘是「Always be grateful」。
特技是会中文、英文、日文和少许的韩文。
爱好是跳舞、拍照、平面設計、在YouTube上观看Pokemon Battle的影片。
很常会在TIKTOK上上传女团翻跳影片。
- IVE - ELEVEN [20]
- LE SSRERAFIM - FEARLESS [21] (Feat. 木村柾哉＆田島将吾)
- IVE - LOVE DIVE [22] (Feat. 木村柾哉)

最喜欢的颜色是薰衣草紫，个人应援色也是薰衣草紫。

## 参与歌曲
| 表演歌词名称   | 备注            |
| 《Let Me Fly》 | 节目主题曲 60人 |
| 《Shadow》     | 概念曲          |
| 《ONE》        | 决赛对决曲      |
| 《One Day》    | 21人 决赛曲     |

| 序  | 单曲专名称 | 收录曲                                                                                  |
| 1st | 《A》      | - Rocketeer(活动曲) - Brighter - Cardio - KILLING PART - ONE(INI ver) - RUNWAY(INI ver) |
| 2nd | 《I》      | - CALL 119(活动曲) - We Are - AMAZE ME - BOMBARDA - Polaroid - DILEMMA                  |
| 3rd | 《M》      | - Password(活动曲) - STRIDE - Shooting Star - Mirror                                    |

| 单曲名                   | 备注                                          |
| Brighter (Acoustic Ver.) | INI Workspace VOCAL #1                        |
| Yummy!!                  | S&Bまぜるだけのスパゲッティソース×INI」广告曲 |

## 影视媒体作品
完整的参与列表可见

### 電視劇
- 便利商店☆英雄～收到你的SOS！！～（日语：コンビニ★ヒーローズ〜あなたのSOSいただきました!!〜） 第8集（2022年11月30日，關西電視台・BS富士）：飾演 問路的客人
- 我們還不懂那顆星球的校規（2025年，關西電視台・富士電視台）：飾演 緒川萌[48]